# Celso de Oliveira Souza
Celso de Oliveira Souza (Orleans, 18 de janeiro de 1953) é um professor brasileiro.
É membro da Academia Orleanense de Letras.
Foi reitor da Centro Universitário Barriga Verde (Unibave) até o ano de 2012.
Em 2014 foi candidato a deputado estadual de Santa Catarina pelo Partido Democrático Trabalhista (PDT), e não foi eleito; obteve 1.208 votos.

## Algumas publicações
- Orleans na economia da colonização: a cultura do fumo na região de Orleans e suas implicações sociais